# Cercle Novgorod-Siversky
Pour les articles homonymes, voir Novhorod (homonymie).
Le Cercle Novgorod-Siversky (en ukrainien : Новгород-Сіверський гурток) est une période de l'histoire ukrainienne entre 1770 et 1790, à une époque où le territoire de l'Ukraine moderne était divisé.
Cette période fait suite aux soulèvements de Haïdamaka, qui ont secoué les terres de l'ancien hetmanat cosaque. Une partie de ces activistes étaient d'anciens élèves de l'Université nationale Académie Mohyla de Kiev.
Pendant cette période, la résistance nationale ukrainienne et clandestine a lieu pendant la renaissance nationale ukrainienne. Leurs revendications allaient vers une autonomie vis-à-vis de la Russie sur la base d'une structure renouvelée de l'Hetmana.

## Activités
Le cercle était principalement actif dans la culture et l'éducation, à l'éducation comme la création d'un gymnasium, d'une université, la création de la "Rencontre académique", de librairie. Mais aussi par la diffusion des discours d'Ivan Mazepa et Pavlo Poloubotok, ainsi que le projet de réforme cosaque de Vassily Kapnist en 1788 sur la création de régiments de carabiniers ukrainiens, les espérances de Sava Palmovskyi et Varlaam (Grigory Chychatsky) sur l'autocéphalie de l'Église orthodoxe ukrainienne-biélorusse dans le Commonwealth polono-lituanien, entre autres.
Ils entretenaient aussi des contacts avec la France, Jean-Benoît Schérer et Nicolas-Gabriel Clerc.